# رحمت‌الله قدیمی چرمهینی
دکتر رحمت‌الله قدیمی چِرمَهینی (زاده ۲۸ مهر ۱۳۳۱) از مهندسان ایرانی  ناسا بوده است. وی دارای مدرک دکترای مهندسی مکانیک است.

## زندگی

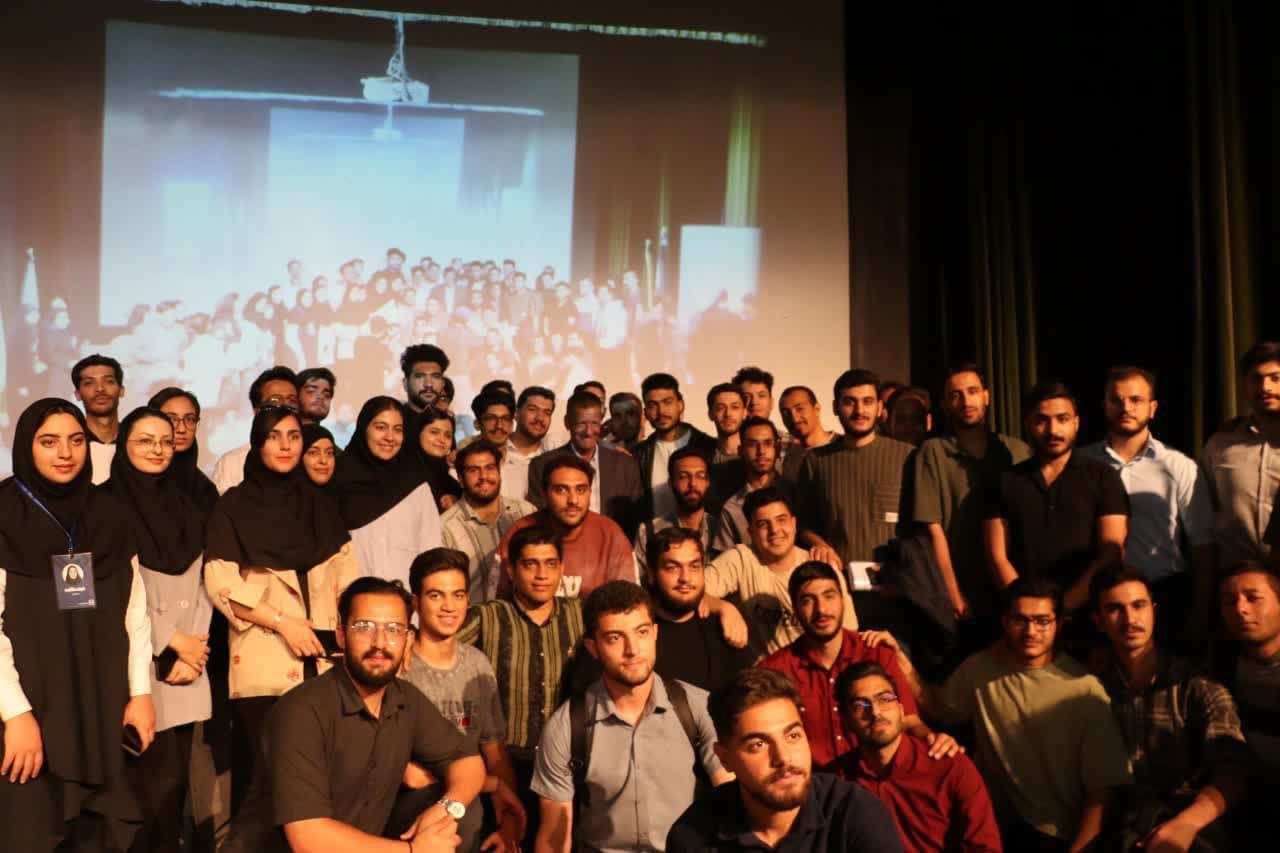
پروفسور چرمهینی در دانشگاه حکیم سبزواری

رحمت‌الله قدیمی چرمهینی در سال ۱۳۳۱ در شهر چرمهین به دنیا آمد. در کنار کار کشاورزی به تحصیل علم پرداخت. بعد از دبیرستان به خدمت سربازی رفته و بعد از اتمام دوره سربازی به مدت دو سال به عنوان مترجم زبان در یک شرکت فرانسوی مشغول به کار شد.
طبق مندرجات رساله دکتری چرمهینی، او در سال ۱۹۷۰ از دبیرستان صائب در اصفهان فارغ‌التحصیل شده، در نوامبر ۱۹۷۶ به ایالات متحده مهاجرت کرده و کارشناسی و کارشناسی ارشد خود را در رشتهٔ مکانیک در سال‌های ۱۹۸۰ و ۱۹۸۲ دریافت کرده و در طول دوران دکتری خود نیز به صورت دستیار تحقیقاتی در ناسا از ۱۹۸۲ تا زمان دفاع (اوت ۱۹۸۶) کار کرده‌اند.
چرمهینی یازده سال در آمریکا زندگی کرد و به مدت پنج سال در ناسا فعالیت داشت. وی تا سال ۱۹۹۳ در مرکز فضایی سوئد مشغول به فعالیت بود و در همان کشور به زندگی ادامه داد. پس از مدتی علیرغم پیشنهاد از ژاپن، بخاطر مادرش به ایران بازگشت.
از عادت‌های او در مدت اقامت در آمریکا هشت کیلومتر دویدن و شنا بود. وی فردی ورزش‌دوست است و دلیل موفقیت خود در زندگی را داشتن برنامه می‌داند.
ایشان به تازگی در تاریخ 4 خرداد ماه سال 1404 شمسی در دانشگاه حکیم سبزواری واقع در شهرستان سبزوار یکی از پرشور ترین و بهترین همایش خود را با همکاری انجمن علمی و مهندسی مکانیک و هوافضای دانشگاه گذرانده که حدود 1000 نفر متقاضی نمایش داشته است.

## تحصیلات
وی فوق دکترای مکانیک گرایش خستگی و شکست در جامدات از دانشگاه اولد دامینیون (ODU) دارد.

## موقعیت شغلی
ایشان هم‌اکنون در شرکت فولاد مبارکه اصفهان مشغول به کار هستند.

## کتاب
پروفسور کتابی به‌نام «خستگی و شکست در جامدات» را با همکاری دکتر مجید جباری و مهندس علیرضا احمدی در سال ۱۳۹۶ نوشتند. این کتاب به‌گفتهٔ پروفسور، به‌زبانی بسیار ساده و روان نکات مهم مربوط به علم خستگی را در ۹۴ صفحه بیان داشته‌است.
همچنین نام ایشان در هندبوک مکانیک به‌چشم می‌خورد. در چندین کتاب دیگر مکانیک نیز نام ایشان به‌عنوان اولین نفر در توسعه برنامه سه‌بعدی ZIP3D آورده شده‌است.

## خدمات فنی و علمی
دکتر چرمهینی پس از انفجار فضاپیمای چلنجر نقص فنی فضاپیما را عیب‌یابی کرد. همچنین دکتر چرمهینی در شرکت خودروسازی پارس خودرو جیپ صحرا را طراحی کرد. او برای نخستین بار در ایران به همراه دکتر کاکاوند ولونی موفق به ساخت کوره قوس الکتریکی شد.

## رخداد انفجار فضاپیمای چلنجر
در ۲۸ ژانویه سال ۱۹۸۶، شاتل چلنجر (Challenger 51-L) ناسا پس از ۷۳ ثانیه از پرتاب به ماموریت فضایی منفجر شد و به درگذشت هفت سرنشین فضانورد انجامید. رئیس‌جمهور وقت آمریکا رونالد ریگان بی درنگ پس از انفجار شاتل چلنجر به مدیران ناسا دستور داد که علت این رخداد تلخ را بررسی و اعلام کنند که به کمیسیون راجرز معروف شد. بسیاری از قطعات شاتل چلنجر از جمله اتاقک سرنشینان پس از جستجوهای دامنه‌دار برای بررسی‌‌های فنی از کف اقیانوس جمع‌آوری شدند.
اشکال چلنجر به نقص اورینگ‌های راکت کمکی سوخت جامد (بوستر) آن برمی‌گشت. پروفسور چرمهینی که در آن زمان در ناسا مشغول به‌ کار بود، با برنامهٔ تحلیلی رایانه‌ای به‌ نام ZIP3D (یک برنامه تحلیلی سه‌بعدی در زمینه آنالیز خستگی و شکست جامدات که تکمیل‌کنندهٔ برنامهٔ ۲ بعدی جِی. سی. نیومن، که استاد مشاور چرمهینی در دانشگاه اولد دامینیون بود) موفق به طراحی مجدد بوسترها شد.
دلایل انفجار شاتل چلنجر  توسط دکتر ریچارد فاینمن، فیزیکدان برنده جایزه نوبل،  به صورت رسمی در کمیسیون راجرز به رئیس جمهور اعلام شد، اما پروفسور چرمهینی با پژوهش‌های خود به کمک برنامه تحلیلی سه‌بعدی از رخ‌دادن فجایع دیگر مانند آن جلوگیری کرد و نتیجه آن ماموریت‌های فضایی بی‌نقص شاتل‌های ناسا در آینده بود.